# Črešnjevo
Črešnjevo – wieś w Chorwacji, w żupanii varażdińskiej, w gminie Beretinec. W 2011 roku liczyła 765 mieszkańców.